# Ehrenmal für die Opfer des Ersten Weltkrieges (Ströbitz)

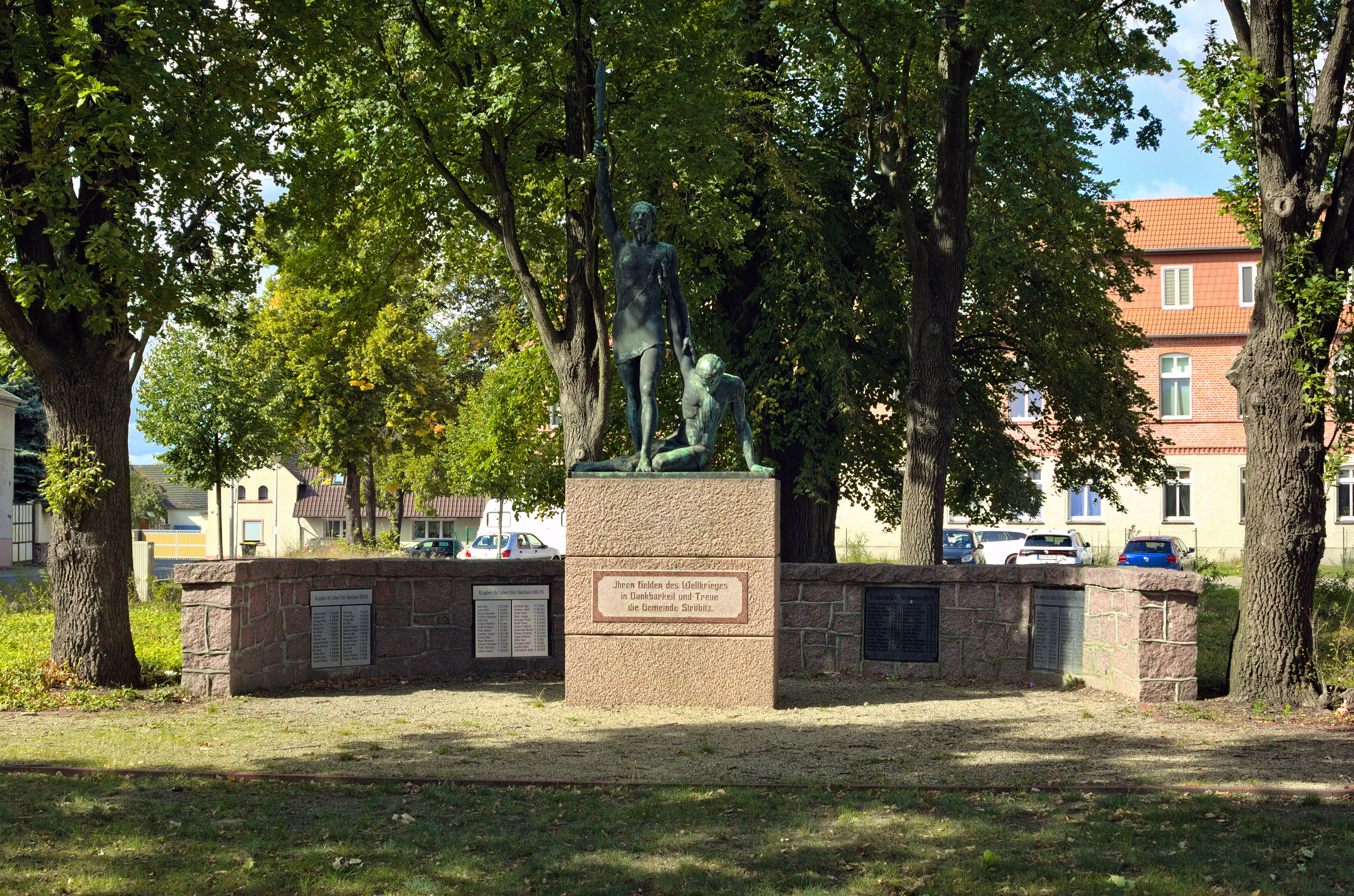
Ehrenmal für die Opfer des Ersten Weltkrieges auf dem Ströbitzer Anger (2019)

Das Ehrenmal für die Opfer des Ersten Weltkrieges ist ein Gefallenendenkmal in Ströbitz, einem Ortsteil der Stadt Cottbus in Brandenburg. Es befindet sich auf dem Wilhelm-Nevoigt-Platz, dem Ströbitzer Dorfanger, und ist ein eingetragenes Baudenkmal in der Denkmalliste des Landes Brandenburg.

## Geschichte und Beschreibung
Das Ehrenmal für die Opfer des Ersten Weltkrieges wurde am 13. August 1927 eingeweiht. Die Bronzeskulptur zeigt zwei Soldaten des Cottbuser Infanterie-Regiments Nr. 52 auf einem Sockel mit der Inschrift „Ihren Helden des Weltkrieges in Dankbarkeit und Treue die Gemeinde Ströbitz“. Hinter der Skulptur befindet sich eine halbrunde Bruchsteinmauer, in deren Wand Schriftplatten mit den Namen der gefallenen Soldaten eingelassen sind. Im Jahr 2005 wurde das Denkmal restauriert, im Zuge dessen wurden am 24. September 2005 fehlende Platten mit weiteren Namen in die Mauer eingelassen. Wie viele Ströbitzer genau im Ersten Weltkrieg gefallen sind, ist nicht bekannt.

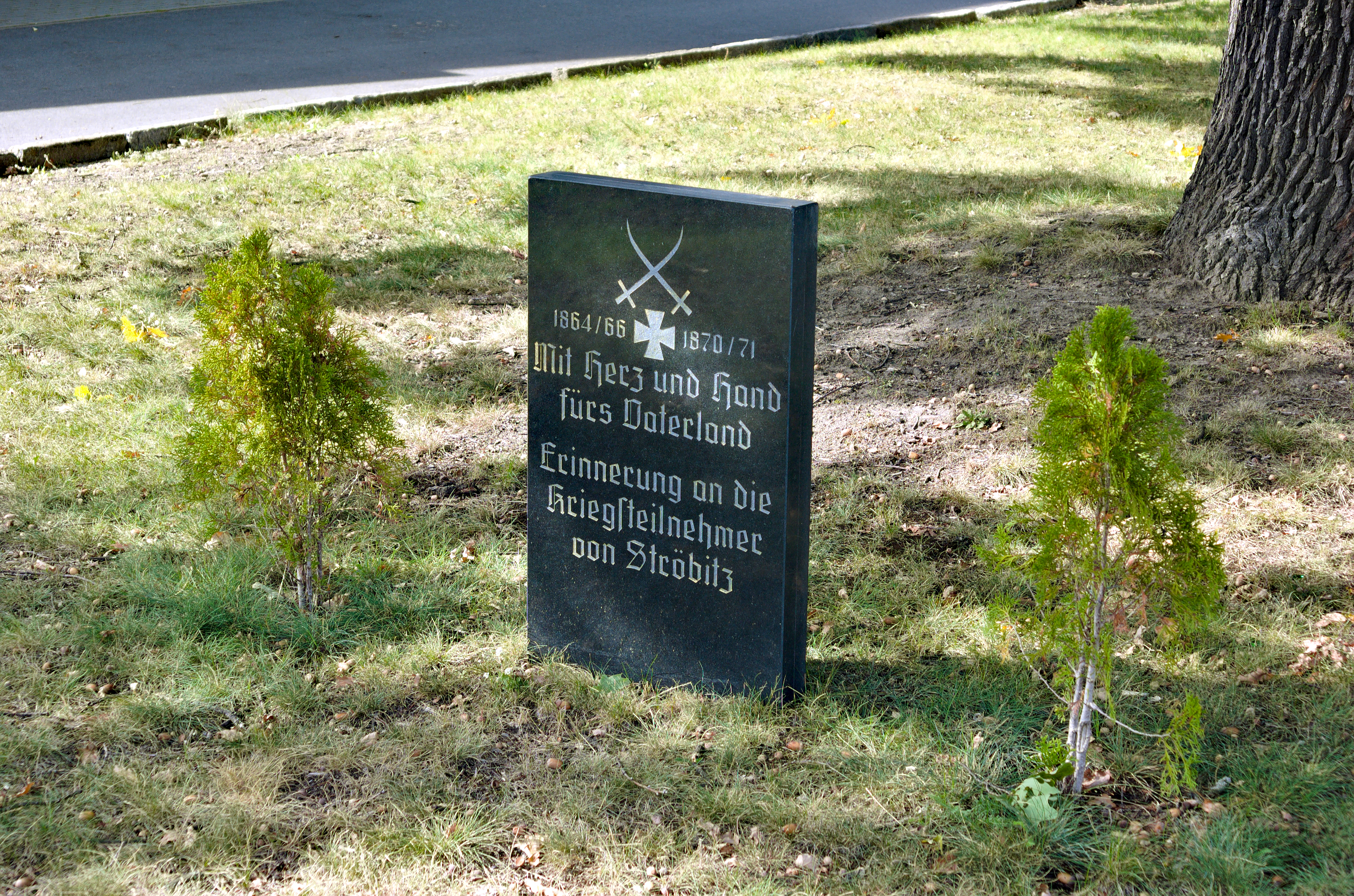
Denkmal für die Opfer des Deutsch-Dänischen und des Deutsch-Französischen Krieges (2019)

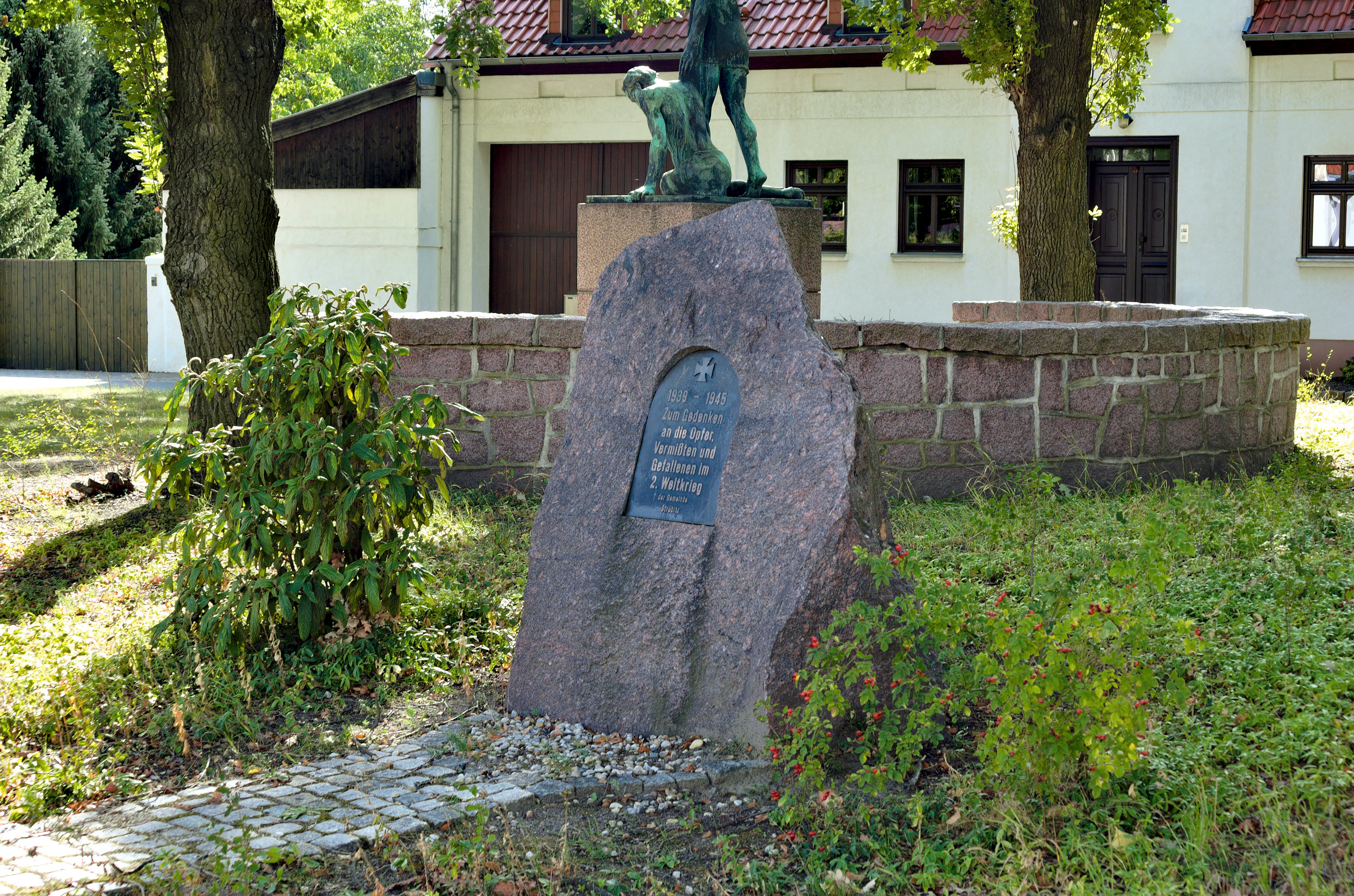
Denkmal für die Opfer des Zweiten Weltkrieges (2019)

Südwestlich des Ehrenmals steht eine weitere Gedenkplatte für die Gefallenen des Deutsch-Dänischen Krieges von 1864/66 sowie des Deutsch-Französischen Krieges von 1870/71 mit der Aufschrift „1864/66, 1870/71, Mit Herz und Hand fürs Vaterland, Erinnerung an die Kriegsteilnehmer von Ströbitz“. Diese Platte wurde 2005 als Nachbildung des Originals angefertigt, das seit 1945 verschwunden war. Östlich neben dem Ehrenmal befindet sich ein weiteres Denkmal für die Gefallenen Ströbitzer Soldaten des Zweiten Weltkrieges mit der Aufschrift „1939–1945, Zum Gedenken an die Opfer, Vermissten und Gefallenen im 2. Weltkrieg der Gemeinde Ströbitz“.